# Discografia Rodicăi Bujor
Discografia cântăreței Rodica Bujor cuprinde discuri de gramofon, de vinil, benzi magnetice, DVD-uri, ce prezintă înregistrări realizate în anii 1939-1966, la casele de discuri Odeon și Electrecord și la Societatea Română de Radiodifuziune.

## Discuri Electrecord
| An   | Număr de catalog | Format                 | Piese                                                                        | Acompaniament                                      |
| 1939 | 1312             | shellac, 25 cm, 78 RPM | Na guriță și te du, uhu-hu [Uite dealul, uite via] M-am jurat de mii de ori  | orchestra Vasile Julea                             |
| 1939 | 1313             | shellac, 25 cm, 78 RPM | Ciuciu [Hai ciuciu, ciuciu] De-ar fi mândra unde-i luna                      | orchestra Vasile Julea                             |
| 1939 | 1314             | shellac, 25 cm, 78 RPM | Nană, nană Mai ții minte mândro bine                                         | orchestra Vasile Julea                             |
| 1939 | 1315             | shellac, 25 cm, 78 RPM | Mărie și Mărioară Dete frunza, dete iarba                                    | orchestra Vasile Julea                             |
| 1939 | 1316             | shellac, 25 cm, 78 RPM | Daolică Leana mea [Fetițo cu casa-naltă] Mă duce dorul departe               | orchestra Vasile Julea                             |
| 1943 | 1509             | shellac, 25 cm, 78 RPM | La casa cu trestioară Pe deasupra casei mele                                 | taraful Vasile Julea                               |
| 1943 | 1511             | shellac, 25 cm, 78 RPM | Departe ești puișor [Cine mi-i drag nu-i acasă] Din Ploiești până-n Gheboaia | taraful Vasile Julea                               |
| 1950 | EPA 1762         | shellac, 25 cm, 78 RPM | Cântec pentru seceriș (c. Aurel Giroveanu)                                   | pian                                               |
| 1951 | EPA 1810         | shellac, 25 cm, 78 RPM | În grădina lui Ion                                                           | Orchestra „Desrobirea”, dirijor Constantin Dinicu  |
| 1956 | EPA 2137         | shellac, 25 cm, 78 RPM | Fir-ai să fii, măi băiete (versiunea 1)                                      | orchestra Ionel Banu                               |
| 1956 | EPA 2162         | shellac, 25 cm, 78 RPM | Cântecul fusului                                                             | O.M.P.R., dirijor Radu Voinescu                    |
| 1956 | EPA 2184         | shellac, 25 cm, 78 RPM | Mă uitai prin prunișori                                                      | O.M.P.R., dirijor Radu Voinescu                    |
| 1956 | EPA 2221         | shellac, 25 cm, 78 RPM | Ia mai cântă, cucule                                                         | O.M.P.R., dirijor Nicu Stănescu                    |
| 1956 | EPA 2292         | shellac, 25 cm, 78 RPM | Vorbește lumea de noi                                                        | Orchestra „Dezrobirea”, dirijor Constantin Dinicu  |
| 1958 | EPA 2433         | shellac, 25 cm, 78 RPM | La toți le-a cântat cucul Mândră-i lumea cu feciori                          | Orchestra „Electrecord”, dirijor Constantin Dinicu |
| 1958 | EPA 2559         | shellac, 25 cm, 78 RPM | Vin ciobanii de pe munți                                                     | Orchestra „Electrecord”, dirijor Ionel Budișteanu  |
| 1958 | EPC 149          | vinil, 17 cm, 33 ⅓ RPM | 1. Mândră-i lumea cu feciori                                                 | Orchestra „Electrecord”, dirijor Constantin Dinicu |
| 1959 | EPA 2813         | shellac, 25 cm, 78 RPM | Fir-ai să fii, măi băiete (versiunea 2)                                      | O.M.P.R., dirijor Victor Predescu                  |
| 1961 | EPA 3068         | shellac, 25 cm, 78 RPM | Eu cu neica trăiesc bine (folclor nou)                                       | O.M.P.R., dirijor Ionel Banu                       |

## Discuri Odeon
| An   | Număr de catalog | Format                 | Piese                                                                  | Acompaniament          |
| 1940 | 277 435          | shellac, 25 cm, 78 RPM | Nană, nană (doină) Na guriță și te du (sârbă)                          | orchestra Vasile Julea |
| 1940 | 277 436          | shellac, 25 cm, 78 RPM | Iarnă grea, muere rea (cântec lung) La Ciolpan la crucea-naltă (sârbă) | orchestra Vasile Julea |
| 1940 | 277 437          | shellac, 25 cm, 78 RPM | Neghinuță neagră (doină) Ce-ai în gură Mărioară (sârbă)                | orchestra Vasile Julea |
| 1940 | 277 438          | shellac, 25 cm, 78 RPM | Dadă, frică mi-e ca mor ca mâine (doină) Unde te duci dorule (sârbă)   | orchestra Vasile Julea |
| 1940 | 277 439          | shellac, 25 cm, 78 RPM | Hai maică la iarmaroc (doină) Cine mă puse pe mine (sârbă)             | orchestra Vasile Julea |
| 1940 | 277 440          | shellac, 25 cm, 78 RPM | Cine iubește și lasă (cântec) Lelițo cârciumăreasă (sârbă)             | orchestra Vasile Julea |

## Înregistrări Radio România

### Discuri de gramofon
| Anul înreg. | Matriță       | Piese                                                                      | Acompaniament          | Note                         |
| 1940        | RD 78 RD 79   | Patru boi am în poiată Fir-ai tu să fii, Sibii                             | orchestra Vasile Julea | —                            |
| 1940        | RD 80 RD 81   | Frumos cântă cucii-n luncă [Veselă-i inima mea] Trece lelea pe colnic      | orchestra Vasile Julea | —                            |
| 1940        | RD 82         | Foaie verde când și când [Mi-aduc aminte și plâng]                         | orchestra Vasile Julea | —                            |
| 1942        | RD 230 RD 239 | Cântecul miresii [Plângi mireasă și suspină] Iertăciunea [Măicuță duioasă] | orchestra Vasile Julea | cântece de nuntă din Moldova |
| 1942        | RD 231 RD 232 | De-ar veni și sâmbăta Ileană, Ileană                                       | orchestra Vasile Julea | cântece basarabene           |
| 1942        | RD 233 RD 234 | Ilenuță dragă Cântec de dragoste                                           | orchestra Vasile Julea | —                            |
| 1942        | RD 246        | Te duci puiule                                                             | orchestra Vasile Julea | cântec transnistrean         |
| 1942        | RD 247 RD 248 | Cântec de pahar [Vinișor nu tremura] Cântec de jale [Decât maica mă făcea] | orchestra Vasile Julea | cântece basarabene           |
| 1949        | RD 296        | Cântec pentru seceriș                                                      | pian                   | compozitor Aurel Giroveanu   |

### Benzi de magnetofon
| Anul înreg. | Piese | Acompaniament                                     | Note                                      |
| 1950(?)     | Ia mai cântă, cucule | O.M.P.R., dirijor Nicu Stănescu                   | transpusă și pe discul EPA 2221           |
| 1950(?)     | Ieși, mândruțo, la portiță | O.M.P.R., dirijor Nicu Stănescu                   | —                                         |
| 1951        | În grădina lui Ion | Orchestra „Dezrobirea”, dirijor Constantin Dinicu | transpusă și pe discul EPA 1810           |
| 1951        | Mă miram de ce mi-e dor | Orchestra „Dezrobirea”, dirijor Constantin Dinicu | —                                         |
| 1951        | Vorbește lumea de noi | Orchestra „Dezrobirea”, dirijor Constantin Dinicu | transpusă și pe discul EPA 2292           |
| 1954(?)     | Fir-ai să fii măi băiete (1) | orchestra Ionel Banu                              | transpusă și pe discul EPA 2137           |
| 1956        | Cântecul fusului | O.M.P.R., dirijor Radu Voinescu                   | transpusă și pe discurl EPA 2162          |
| 1956        | Du-te dor cu dorurile (doină) | O.M.P.R., dirijor Radu Voinescu                   | —                                         |
| 1956        | Mă uitai prin prunișori | O.M.P.R., dirijor Radu Voinescu                   | transpusă și pe discurl EPA 2184          |
| 1956        | Pe lângă boi (romanță) | O.M.P.R., dirijor Victor Predescu                 | m. Vespasian Vasilescu – t. George Coșbuc |
| ante-1958   | De n-ar fi ochi și sprâncene | O.M.P.R.                                          | —                                         |
| ante-1958   | Mi-a zis badea (romanță) | O.M.P.R.                                          | compozitor Tache Popescu                  |
| ante-1958   | Neică, tot gândind la tine (1) | O.M.P.R.                                          | —                                         |
| 12.10.1959  | De cine mi-e dor și sete | O.M.P.R., dirijor Victor Predescu                 | —                                         |
| 12.10.1959  | Fir-ai să fii, măi băiete (2) | O.M.P.R., dirijor Victor Predescu                 | transpusă și pe discul EPA 2813           |
| sep. 1960   | Pe dealul din Teleorman | O.M.P.R., dirijor Ionel Banu                      | —                                         |
| 07.04.1961  | Eu cu neica trăiesc bine (folclor nou)                                                                                                  | O.M.P.R., dirijor Ionel Banu                      | transpusă și pe discul EPA 3068           |
| dec. 1966   | A trecut dorul odată Cântec de dor [Vino, neică, de privește] Lăstărel de primăvară Neică, tot gândind la tine (2) Primăvară, primăvară | O.M.P.R., dirijor Victor Predescu                 | ultimele sale înregistrări de studio      |
| 1982        | Interviu cu Rodica Bujor | —                                                 | realizator: Theodora Popescu              |

## Filmografie

### Apariții în filme
Rodica Bujor a apărut în câteva filme artistice, în roluri pasagere („Zile de neuitat”, în regia lui Haralambie Boroș), și în filme de televiziune („Pe cărările dorului”, în regia lui Marianti Banu).

### Filmări TVR
| Data | Piesă                                                                                              | Acompaniament                                    | Interpretare | Locație          | Note                                                                            |
| 195x | Zărzărică, zărzărea                                                                                | taraf                                            | live         | indisp.          | filmare alb-negru                                                               |
| 196x | De cine mi-e dor și sete Neică, tot gândind la tine                                                | —                                                | playback     | studio TVR       | filmări alb-negru                                                               |
| 197x | Primăvară, primăvară                                                                               | în imagini: orchestra condusă de Victor Predescu | playback     | studio TVR       | filmare alb-negru                                                               |
| 198x | De cine mi-e dor și sete                                                                           | —                                                | playback     | Muzeul Satului   | filmare color realizată de Marioara Murărescu pentru emisiunea Tezaur folcloric |
| 198x | Ia mai cântă, cucule Pe dealul din Teleorman                                                       | în imagini: O.M.P.R., dirijor Paraschiv Oprea    | playback     | studio TVR       | filmări color realizate de Marioara Murărescu pentru emisiunea Tezaur folcloric |
| 1988 | Fir-ai să fii, măi băiete Neică, tot gândind la tine                                               | O.M.P.R., dirijor Ionel Budișteanu               | live         | Sala Radio       | filmări color din primul concert Tezaur folcloric                               |
| 1994 | De cine mi-e dor și sete Fir-ai să fii, măi băiete Frumos cântă cucii-n luncă Ia mai cântă, cucule | —                                                | playback     | Parcul Herăstrău | filmări color realizate de Marioara Murărescu pentru emisiunea Tezaur folcloric |

### TVR Media
Filmările Rodicăi Bujor au fost realizate de Televiziunea Română (TVR), în studiourile instituției.
Aceste filmări au început a fi editate pentru prima oară, pe suport DVD, începând cu anul 2006 de casa de producție a Televiziunii Române, TVR Media.
| An apariție | Titlu DVD                           | Piese                         | Note                              |
| 2006        | Maeștrii muzicii populare românești | 39. Zărzărică, zărzărea       | taraf                             |
| 2006        | Maeștrii muzicii populare românești | 40. Neică tot gândind la tine | O.M.P.R., dirijor Victor Predescu |
| 2006        | Maeștrii muzicii populare românești | 41. De cine mi-e dor și sete  | O.M.P.R., dirijor Victor Predescu |